# Julio César Toresani
Julio César Toresani (Santa Fe, 5 dicembre 1967 – Santa Fe, 22 aprile 2019) è stato un calciatore argentino, di ruolo centrocampista.
Giocatore del Boca, è stato per anni compagno di squadra e amico di Maradona.